# Акционер (игра)
Акционер — настольная имитационная игра, созданная киевскими любителями (Александром Яковлевичем Зыряновым и др.) на основе разработанной в 1961 году американскими специалистами игры «Брокер». На территории СССР игра получила широкую известность после публикации правил в журнале «Наука и жизнь» в 1990 году. Позднее энтузиастами было создано несколько компьютерных версий игры. Одной из них является пошаговая бизнес-стратегия «Брокер-Ярд», входящая в бизнес-симулятор Виртономика.
Удачно моделируя некоторые биржевые ситуации, игра представляет собой своеобразное пособие по изучению соответствующих финансовых операций, помогает лучше понять такие категории, как «биржа», «акции», «стоимость акций», «банкротство».
Достоинства игры, однако, не ограничиваются её имитационными особенностями и, конечно, не стремление овладеть тайнами спекулятивных махинаций вызывает к ней интерес. Подобно тому, как шахматиста, «съедающего» чужие фигуры, нельзя обвинить в жестокости и агрессивности, не следует игрока в «Акционер» упрекать в корыстолюбии, если он серией удачных ходов добивается игрового преимущества над соперником.
Участие в этой игре требует проявления целого ряда качеств — математических способностей, умения быстро сориентироваться в меняющейся игровой ситуации при оценке различных вариантов хода, стимулирует развитие наблюдательности, памяти, внимания.
Очень важно научиться планировать свои действия и в то же время гибко реагировать на ответ соперника, что связано с необходимостью решать в процессе игры как стратегические, так и тактические задачи.
Несмотря на присутствие элементов случайности, связанных с раздачей игровых карт, можно утверждать, что победа в игре зависит прежде всего от квалификации игрока.

## Цель игры
Цель игры заключается в том, чтобы, осуществляя торговые операции с акциями, добиться превышения своего капитала над капиталом соперника или соперников. Каждый игрок, начинающий партию с первоначальным капиталом, стремится максимально его увеличить, препятствуя при этом росту капитала соперников.

## Игровые принадлежности

Информационное (биржевое) табло

Форма для игры по почте

Для того, чтобы принять участие в игре, необходимо изготовить следующие игровые принадлежности:

### Информационное (биржевое) табло
Следует отметить, что это не игровое поле, а показатель стоимости акций четырёх цветов, принимающих участие в игре: синие, красные, жёлтые и зеленые. Игроки, осуществляющие свой ход, производят соответствующие изменения стоимости акций на табло с помощью четырёх фишек.

### Форма для игры по почте
При игре по почте можно использовать форму, которая хранит и историю игры и её текущее состояние одновременно. Каждый игрок по очереди вписывает свой ход и, по необходимости, меняет количество акций противника.

### Колода «больших» карт
Колода специальных карт, называемых «большими» — с их помощью игрок очень сильно может повлиять на стоимость акций. Их в колоде 20 штук — по 5 карт для каждого цвета: по 3 одинаковые «сотни» и по 2 разноплановые «двойки» (образцы представлены в галерее ниже).
Сотня — большая карта, при предъявлении которой стоимость акций данного цвета должна увеличиться на 100 пунктов. При этом стоимость других акций понижается на 10, 20 и 30 пунктов — выбор за игроком, какие акции на сколько пунктов понизить. Для каждого цвета по три одинаковые «сотни».
Двойка — большая карта, при предъявлении которой в 2 раза увеличивается стоимость акций соответствующего цвета или (другая карта) в 2 раза уменьшается. При этом стоимость акций любого одного другого цвета (выбор за игроком) соответственно либо уменьшается, либо увеличивается в 2 раза. «Двоек» в колоде по две (одна повышает, другая понижает) для каждого цвета. Если старая стоимость акций выражается цифрой, которая при делении на 2 даёт результат, оканчивающийся на 5 (например, 210:2=105), то его следует округлить в большую или меньшую сторону, по предварительной договорённости участников игры. В предложенном примере новая стоимость акций может составлять 100 или 110 пунктов. Отдав предпочтение округлению в меньшую сторону, игроки могут столкнуться с более острыми ситуациями в процессе игры.

Колода «больших» карт

### Колода «маленьких» карт
Вторая колода специальных карт, называемых «маленькими» (всего их 32 штуки — по восемь каждого цвета).
С их помощью игрок также влияет на изменение стоимости акций, хотя и в меньшей степени. Каждая цифра на карте, окрашенная тем или иным цветом, соответствует количеству пунктов, на которое изменяется стоимость акций данного цвета — либо в сторону её увеличения (верхняя цифра), либо в сторону уменьшения (нижняя цифра). Неокрашенная цифра на карте указывает на соответствующее изменение стоимости акций того цвета, который выберет игрок, делающий ход.
Имеется по 8 малых карт для каждого цвета — 4 для увеличения и 4 для уменьшения цены на 30, 40, 50, 60 пунктов. Неокрашенные (на выбор игрока) части карты позволяют изменить цены на 60, 50, 40, 30 пунктов соответственно.
Сумма абсолютных значений двух цифр на каждой карте всегда равна 90 (если указан рост на 60, то снижение будет на 30). Это позволяет использовать сокращённое обозначение карт, например:
- «З0к» — повышение стоимости красных (к) акций на 30 пунктов и снижение на 60 пунктов (90-30=60) стоимости акций любого другого цвета;
- «-40ж» — принудительное снижение стоимости жёлтых (ж) акций на 40 пунктов с одновременным повышением на 50 (90-40=50) стоимости любых других акций.

Колода «маленьких» карт

### Пластиковые карточки (счёт игрока)
Пластиковые карточки (счёт игрока) — по одной на каждого участника игры. На них записывается количество акций каждого цвета, которыми располагает игрок в любой момент партии. Пластиковые карточки удобны тем, что написанные на них карандашом сведения легко стираются резинкой для того, чтобы под контролем соперников произвести новые, скорректированные в результате купли и продажи акций. Если таких карточек нет, можно обойтись и разлинованным листом бумаги. Последний сектор предназначен для записи капитала, пока не вложенного игроком в акции.

## Правила игры
В игре могут принимать участие два, три или более человек. Максимальное число участников ограничено количеством карт в обеих колодах и соответственно количеством карт, которые раздаются на руки игрокам. При этом несколько карт в каждой колоде должны оставаться не розданными, чтобы соперники не могли высчитать карты друг друга.
Если правила игры не зависят от количества её участников, то тактика её ведения меняется весьма существенно. При игре вдвоём опыту и умению одного игрока противостоят соответствующие качества соперника. В результате получается очень интересное единоборство. Чем больше игроков, тем меньше возможности у каждого из них активно влиять на ход игры, тем большая неопределённость в неё вносится.
Поэтому игра вдвоём или втроём наиболее интересна.

### Начало игры
Каждому игроку записывается на его счёт по одной акции каждого цвета. Этого достаточно, чтобы к концу игры, при удачном течении, количество акций выражалось трехзначными числами.
Стоимость всех акций в начале игры равна 100 пунктам, что фиксируется на информационном табло с помощью фишек. Таким образом, первоначальный капитал каждого участника равен 400 единицам. Кроме того, участники игры получают из обеих колод по несколько карт.
Можно рекомендовать такое их сочетание: 3 (или 4) «больших» карты и 5 (или 6) «маленьких». Такое сочетание называется формулой игры: «3+5» или «4+6». Возможны и иные формулы, но именно эти являются, пожалуй, наиболее удачными. Такого количества карт, а соответственно и ходов, вполне достаточно, чтобы реализовать свои тактические и стратегические замыслы. Большее количество карт снижает динамичность игры и значительно увеличивает её продолжительность, которая, например, при игре вдвоём по формуле «4+6» составляет около 2 часов.

Очерёдность хода определяет жребий.
Каждый ход состоит из трёх этапов.
- Первый — подготовительный, когда игрок может продать в банк те или иные акции, находящиеся в его распоряжении, и на полученные средства приобрести другие акции, как правило, того цвета, стоимость которых он собирается повысить.

Правом осуществлять торговые операции с игроками пользуется только банк — условный участник игры, готовый принять от каждого игрока или выдать ему любое количество акций любого цвета по их стоимости, демонстрируемой в данный момент на табло. Заключать торговые сделки с банком можно только во время своего хода.
- Второй этап (собственно ход) заключается в предъявлении игроком (по его выбору) одной из имеющихся у него карт и в соответствующем изменении стоимости акций — в зависимости от тех значений, которые указаны на предъявленной карте. Фишки на информационном табло при этом переставляются на соответствующие поля.
- На третьем, завершающем этапе своего хода игрок вновь может совершить сделку с банком, но с одним существенным ограничением: нельзя продавать повышеные в цене акции, которые были купленны на первом этапе. Например, если игрок к своей одной красной акции докупил ещё две, после чего повысил их стоимость, то он может продать только одну — ту, которая была у него до начала хода. Право на продажу остальных красных акций он получает, лишь вновь дождавшись своей очереди сделать ход и лишь по той цене, которая к тому моменту образуется.

На вырученные от продажи акций средства в конце хода обычно покупаются те акции, стоимость которых этим ходом понижена. При этом нужно помнить и о тех акциях, чью стоимость игрок рассчитывает увеличить при своём следующем ходе, а также о тех, на повышении стоимости которых, возможно, сыграет соперник. Иногда часть своего капитала имеет смысл оставить на счёте для возможного погашения штрафов — о них речь ещё впереди.
Все изменения количества акций, происходящие у игрока, отмечаются им на своём счёте. Соперникам следует контролировать эти перемены, а также правильность арифметических расчётов, производимых игроком, так как уже после 2-3 ходов они могут быть достаточно сложными.
После того как игрок выполнил все интересующие его операции, право хода переходит к следующему игроку.

Таким образом, все участники игры по очереди предъявляют свои карты, выполняя при этом те или иные операции с акциями. Игра заканчивается, когда все игроки предъявят все свои карты.

Необходимо отметить, что коммерческой тайной игроков являются только карты, имеющиеся у них на руках. Количество акций, которыми располагает игрок, не должно представлять секрета для соперников:
по их просьбе всегда представляется соответствующая информация. Не скрывается от соперников и количество «больших» и «маленьких» карт, оставшихся на руках.

### Правило компенсации
Так называемая компенсация осуществляется в двух случаях.
1. При понижении игроком стоимости своих акций. Сумма компенсации равна количеству пунктов, на которое произошло снижение стоимости (эта цифра указана на карте), умноженному на количество акций данного цвета, имеющихся у игрока. Например, если игрок понизил стоимость своих 12 акций на 30 пунктов, то сумма компенсации составит: 30Х12=360. Полученную компенсацию игрок может сразу же использовать на приобретение акций любого цвета. Компенсация проводится для того, чтобы избавить игрока от лишних операций по продаже и приобретению акций, стоимость которых понижалась при этом ходе.
2. При повышении стоимости акций в том случае, если их новая стоимость превышает максимальное из предусмотренных на табло значений — 250. В этой ситуации в отличие от предыдущей компенсацию получают все игроки, имеющие акции данного цвета. Стоимость акций устанавливается на цифре 250, а все участники игры получают на свой счёт сумму, равную количеству имеющихся у них акций данного цвета, умноженному на разницу между фактической стоимостью акций после её повышения и 250. Например, если синие акции стоили 230 пунктов, а один из игроков повысил их стоимость ещё на 100, то фишка устанавливается на 250, а разница (в данном случае составляющая: 230+100-250=80) умножается каждым игроком на количество акций данного цвета, имеющихся в его распоряжении. Эта сумма записывается на счёт каждому игроку и может быть использована им при своём ходе.

### Выведение в ноль (штрафы)
Минимальная стоимость акций равна 10 пунктам. Однако в процессе игры бывают ситуации, когда стоимость акций в результате понижения выходит за этот предел.

В этом случае фишка устанавливается на цифре 10, а игрок, сделавший ход (так называемое «выведение в ноль»), получает неполную компенсацию: количество акций данного цвета умножается на разницу между старой стоимостью этих акций и минимальной стоимостью, имеющейся на табло, то есть — 10.

Например, если зеленые акции стоили 30 пунктов, а игрок снизил их стоимость на 50, то за 100 таких акций он получает компенсацию: 100X(30-10)=2000.

Все остальные игроки, имеющие зеленые акции, обязаны внести в банк за каждую из них штраф: к величине снижения прибавляется 10 (новая их стоимость) и отнимается старая стоимость этих акций.

Например, если у игрока 80 акций по 40 пунктов, а соперник понизил их на 60. то владелец этих акций должен за каждую из них заплатить в банк штраф: 60+10-40=30. Общая сумма штрафа составит:
30Х80=2400.
Для определения суммы штрафа за каждую акцию можно также воспользоваться специальной таблицей:

| сумма снижения стоимости акций | сумма снижения стоимости акций | старая стоимость акций | старая стоимость акций | старая стоимость акций | старая стоимость акций | старая стоимость акций | старая стоимость акций |
| сумма снижения стоимости акций | сумма снижения стоимости акций | 10                     | 20                     | 30                     | 40                     | 50                     | 60                     |
| 10                             | сумма штрафа                   | 10                     | —                      | —                      | —                      | —                      | —                      |
| 20                             | сумма штрафа                   | 20                     | 10                     | —                      | —                      | —                      | —                      |
| 30                             | сумма штрафа                   | 30                     | 20                     | 10                     | —                      | —                      | —                      |
| 40                             | сумма штрафа                   | 40                     | 30                     | 20                     | 10                     | —                      | —                      |
| 50                             | сумма штрафа                   | 50                     | 40                     | 30                     | 20                     | 10                     | —                      |
| 60                             | сумма штрафа                   | 60                     | 50                     | 40                     | 30                     | 20                     | 10                     |

Если старая стоимость акций была равна 10 пунктам, а игрок понизил её в 2 раза, то он не получает никакой компенсации, а его соперники должны заплатить в банк по 5 единиц за каждую такую акцию.
Для выплаты штрафа можно использовать только свободные средства, имеющиеся на счёте игрока.

Использовать для погашения штрафа средства, вложенные в акции других цветов, нельзя. Если у игрока нет свободного капитала, то у него изымаются в пользу банка все акции данного цвета — ситуация частичного банкротства. Если имеющиеся у него средства позволяют ему оплатить часть акций, то у него сохраняется только эта часть. На погашение штрафа должна быть потрачена и полученная в этом же ходе компенсация, если таковая имелась при повышении стоимости других акций за пределы 250. Если игрок своим ходом «выводит в ноль» стоимость акций сразу двух или трёх цветов, что возможно при ходе «сотней», то соперник, имеющий на своём счёте ограниченную сумму, недостаточную для оплаты штрафа за все акции, сначала оплачивает те акции, штраф за каждую из которых меньше. Если же сумма штрафа одинакова, то в первую очередь оплате подлежат те акции, которые до хода стоили дороже.
Игрок, лишившийся всех акций и наличных средств при оплате штрафа, объявляется банкротом и в дальнейшей игре не участвует. Его неиспользованные карты втёмную сдаются в банк.

### Правило последнего хода
Когда у игроков остаётся по одной карте на руках, то никто из них уже не имеет права на продажу и приобретение акций. Игроки лишь предъявляют по очереди «вхолостую» свои последние карты, внося соответствующие изменения на табло и выполняя необходимые расчёты по получению компенсации или оплаты штрафов за акции, «выведенные в ноль».

Принцип максимальной стоимости акций (250) — в конце игры также должен соблюдаться, так как полученная компенсация может быть потрачена на оплату штрафов.

### Преимущество последнего игрока
Так как игрок, делающий самый последний ход в игре, имеет некоторое преимущество перед противниками (его последняя карта остаётся скрытой дольше всех), обычно одновременно играют партию из 2(n-1)  игр (где n равно количеству игроков) меняя порядок игроков. Так, например, при игре вдвоём играют партию из двух игр и отмечают их буквами A и Б.

### Подведение итогов игры
Победителем считается обладатель большего капитала. Он определяется следующим образом: все акции, имеющиеся к концу игры у соперников, умножаются на окончательную их стоимость, установившуюся на табло после последнего хода. Средства игрока, вложенные им во все акции каждого из цветов, суммируются, и к полученному результату прибавляется свободный капитал, сохранившийся на счёте.